# Novo mesto
Novo Mesto (en allemand : Neustädtl ou Rudolfswerth) est une commune urbaine du sud-est de la Slovénie, près de la frontière avec la Croatie. La ville est un siège épiscopal et aussi la capitale de la région historique de Basse-Carniole (en slovène : Dolenjska).

## Géographie

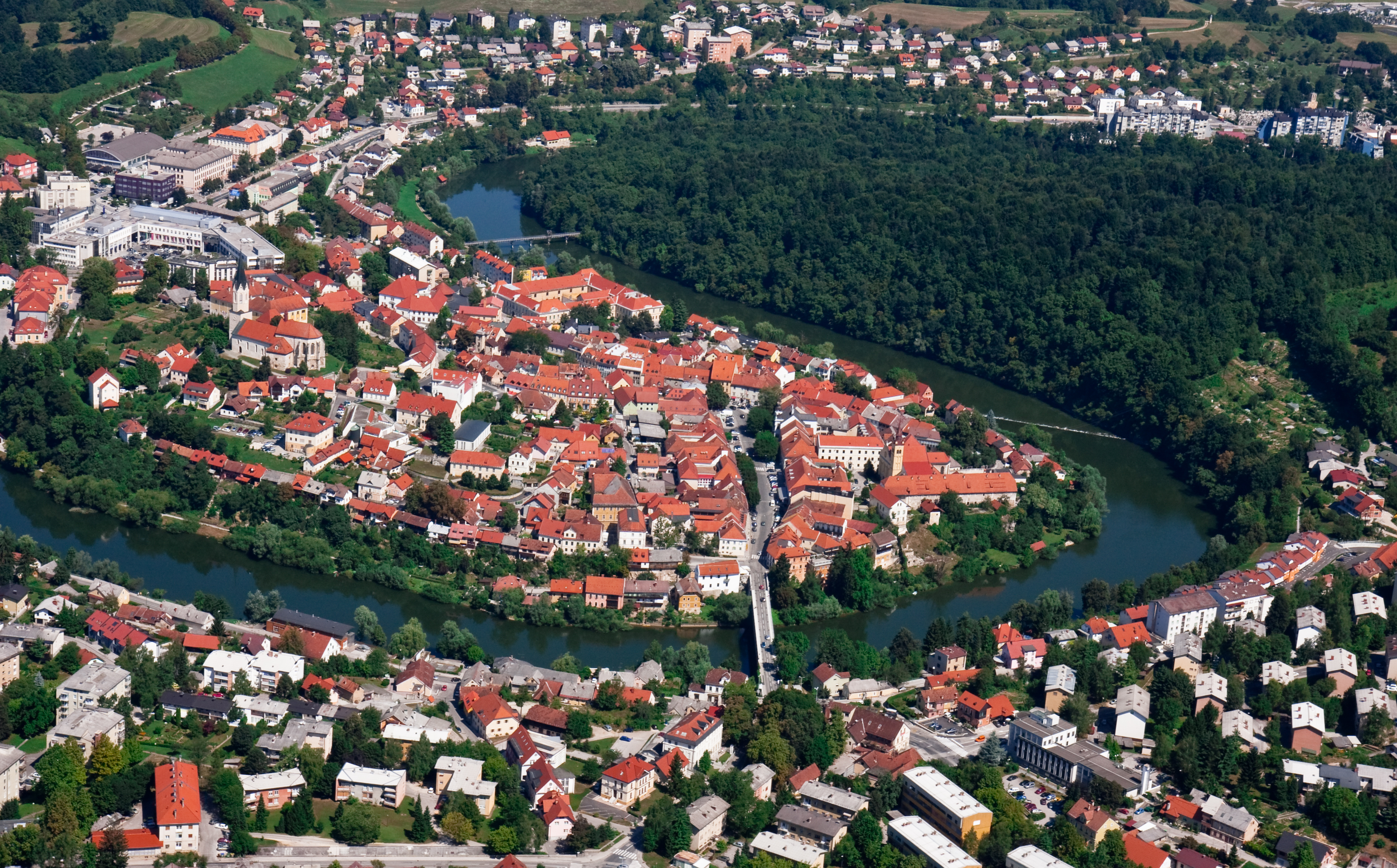
Vue sur le centre historique.

Novo mesto est installée dans un coude de la rivière Krka. La ville ancienne et pittoresque a toujours attiré des peintres comme Božidar Jakac (1899–1989).
Le centre-ville est à égale distance (70 km) de Ljubljana, la capitale slovène, et de Zagreb, la capitale croate. Le territoire communal s'étend jusqu'au massif du Gorjanci au sud-est.

## Histoire
La région a été peuplée de l'âge de bronze et surtout à l'âge de fer. Novo mesto est un des sites archéologiques les plus importants de la culture de Hallstatt qui s'est développée entre environ 1 200 et 500 av. J.-C., surnommée la « ville des situles ». Après la conquête romaine (Ier siècle av. J.-C.), la région sur les rives de la Krka fait partie de la province de Pannonie. Le développement de la région s'est accentué avec l'arrivée des Slaves aux VIe et VIIe siècles.
La cité elle-même a été fondée par l'acte du 7 avril 1365, établi par l'archiduc Rodolphe IV d'Autriche de la maison de Habsbourg. Elle est officiellement désignée Rudolfswerth d'après lui, toutefois, le nom de « Novo mesto » (littéralement « nouvelle ville ») était déjà en usage. Les Habsbourg avait reçu la marche de Carniole des mains même de l'empereur Louis IV en 1335 et, en 1364, Rodolphe s'autoproclama « duc de Carniole ». La ville s'impose rapidement comme l'un des principaux lieux du duché. Sous l'administration de la monarchie de Habsbourg, en 1783, elle fut renommée Neustädtl, correspondant à « Novo mesto » en slovène. L'église paroissiale de Saint Nicolas, aujourd'hui une cathédrale, est mentionnée pour la première fois en 1428.

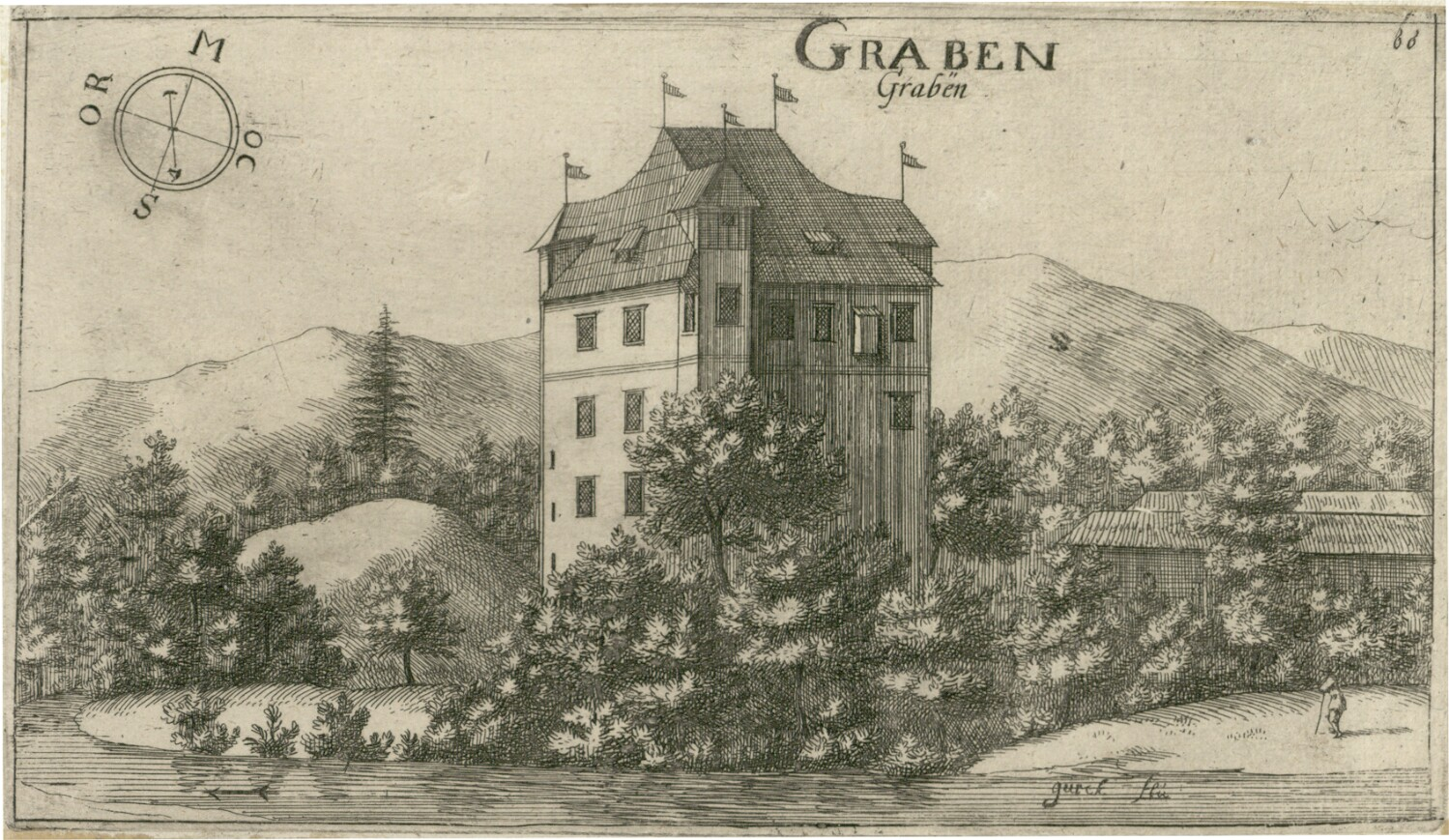
Le château de Graben, illustration dans le livre La Gloire du Duché de Carniole, publié par Janez Vajkard Valvasor en 1689.

Le château fort de Graben (« douve »), situé environ à 2 km en aval du centre-ville, est évoqué déjà en 1170 comme la résidence du seigneur Conrad de Graben. Selon l'historien Janez Vajkard Valvasor (1641–1693), Conrad et son frère Grimoald sont les ancêtres de la maison de Graben von Stein (en), une branche latérale des comtes de Goritz (Meinhardiner).
À la suite de la Première Guerre mondiale et de la dissolution de l'Autriche-Hongrie, la ville passa sous l'autorité du royaume de Yougoslavie et fut officiellement renommée « Novo mesto », d'après son nom tel qu'il était connu à l'origine. Pendant la Seconde Guerre mondiale, la ville est passée aux mains des nazis et des armées italiennes.
En 1958, les autorités yougoslaves y construisirent une autoroute qui relie Ljubljana à Zagreb. Cette voie est aujourd'hui l'autoroute A2 et une fraction de la route européenne 70. Cette ouverture a permis le développement de la ville comme centre économique régional.

## Industrie

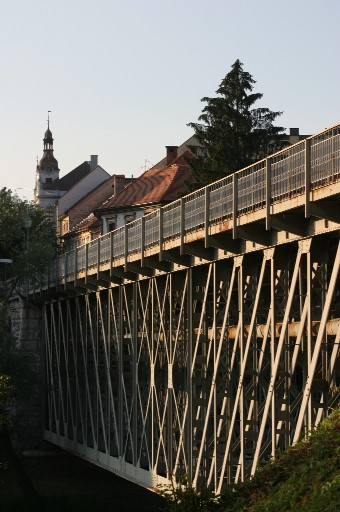
Le pont de Kandija sur la Krka.

- Revoz (Groupe Renault), seule usine automobile de Slovénie, produisait la Renault Twingo II qui est commercialisée depuis la fin du premier semestre 2007, et produit la Renault Twingo III depuis 2014. 95 % de la production est exportée (1er exportateur de Slovénie). En 2016, Renault annonce qu'à compter de février 2017, le site de Novo Mesto produira la Renault Clio[1].
- Le siège de Krka, un important laboratoire pharmaceutique slovène d'envergure internationale (CA 2004 : 113 Md SIT soit 470 M EUR).
- Le siège de Adria Mobil, producteur de caravanes et de camping-cars sous la marque Adria, racheté par la société Trigano en 2017[2].

## Transports

### Voies routières
La ville de Novo Mesto est desservie par l'autoroute A2 (E70) qui la relie à Ljubljana (70 km) et à Zagreb (70 km).

### Transport ferroviaire
Il existe trois gares à Novo Mesto : Novo Mesto, Novo Mesto Center et Novo Mesto Kandija. Toutes les trois sont reliées quotidiennement à Ljubljana et Metlika.

## Religion

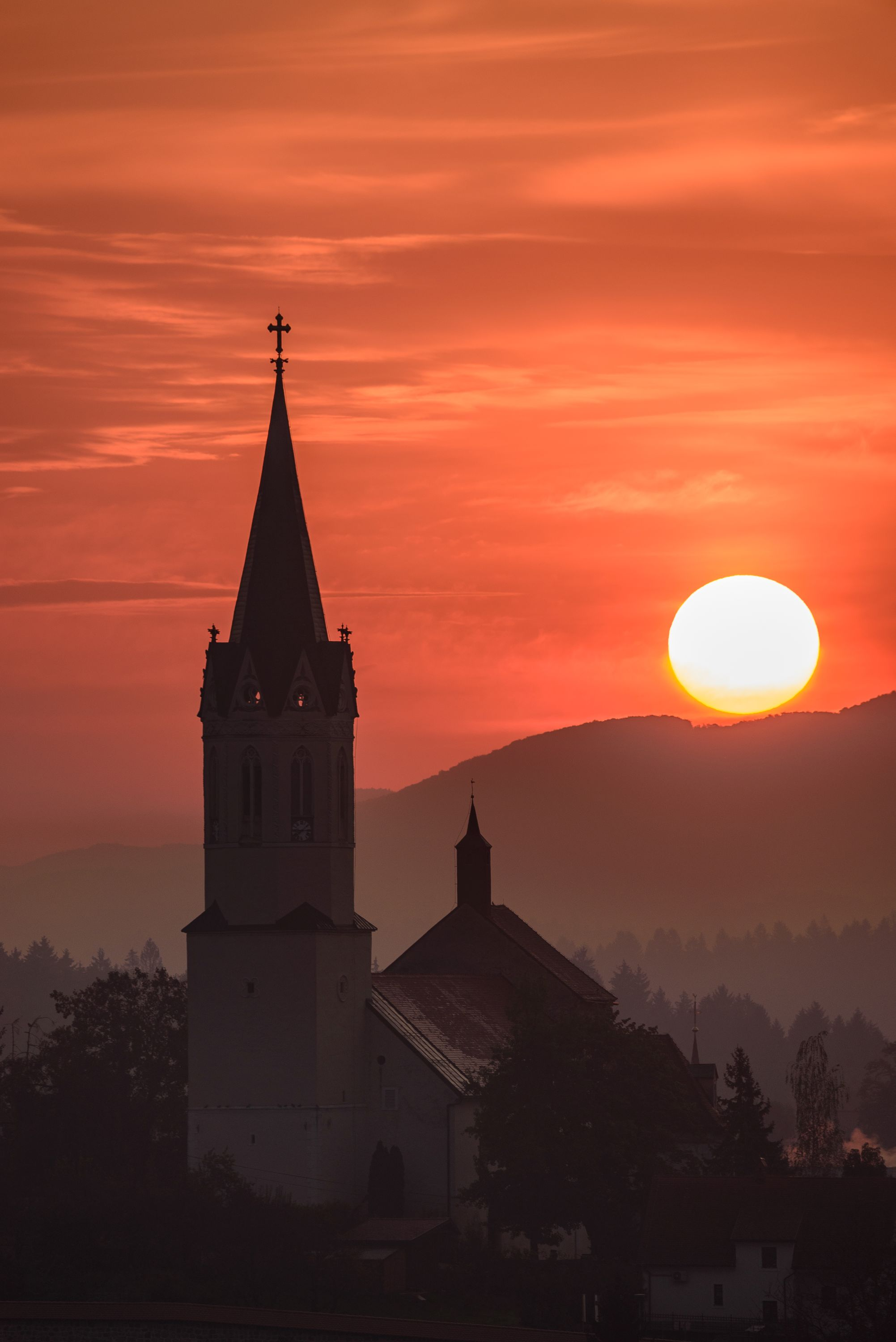
La cathédrale Saint Nicolas à Novo mesto. Septembre 2018.

Novo Mesto est depuis 2006 le siège du diocèse catholique homonyme. Son premier et, actuellement, unique évêque est Andrej Glavan, siégeant en la cathédrale Saint-Nicolas (sl).

## Sport
La ville possède plusieurs clubs de sports sponsorisés par Krka : 
- KK Krka Novo Mesto, club de basket-ball ;
- ŽNK Krka, club de football féminin ;
- MRK Krka, club de handball.

## Personnalités
- Celestina Ekel (1867–1935), professeure de musique, organiste et compositrice
- Leon Štukelj (1898–1999), gymnaste
- Božidar Jakac (1899–1989), peintre
- Melania Trump (née en 1970), mannequin et épouse de Donald Trump, Première dame des États-Unis de 2017 à 2021 et depuis 2025
- Gorazd Štangelj (né en 1973), cycliste
- Uroš Murn (né en 1975), cycliste
- Gaspard Proust (né en 1976), humoriste
- Gorazd Škof (né en 1977), handballeur
- Janez Brajkovič (né en 1983), cycliste
- Maja Vtič (née en 1988), sauteuse à ski
- Miha Zarabec (né en 1991), joueur de handball.

## Jumelages

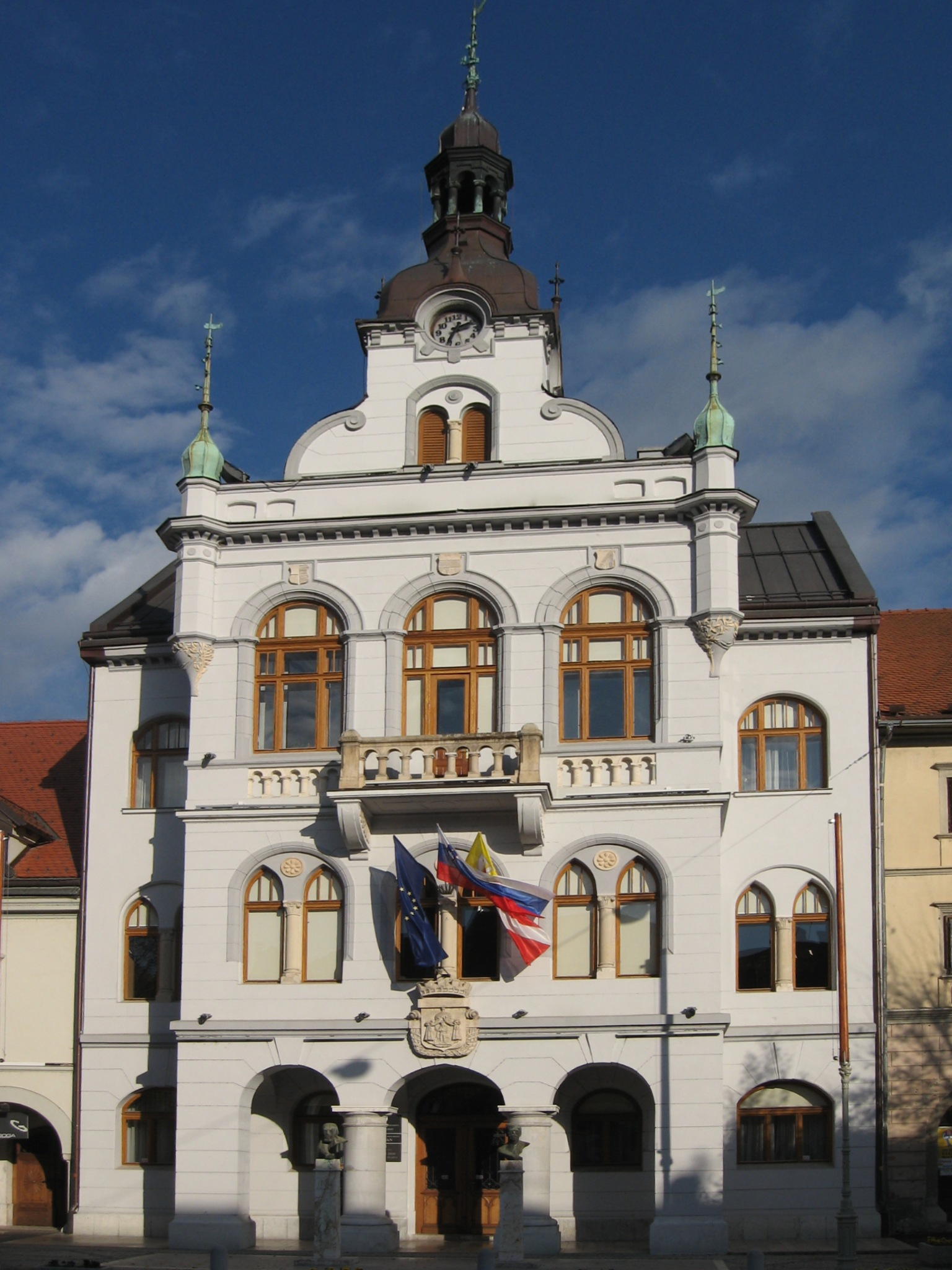
La mairie de Novo mesto.

La ville de Novo Mesto est jumelée avec :
- Langenhagen (Allemagne)
- Vilafranca del Penedès (Espagne)
- Bihać (Bosnie-Herzégovine)
- Jiaxing (Chine)
- Brescia (Italie)
- Leskovac (Serbie)
- Vršac (Serbie)
- Herceg Novi (Monténégro)